# Algis Budrys

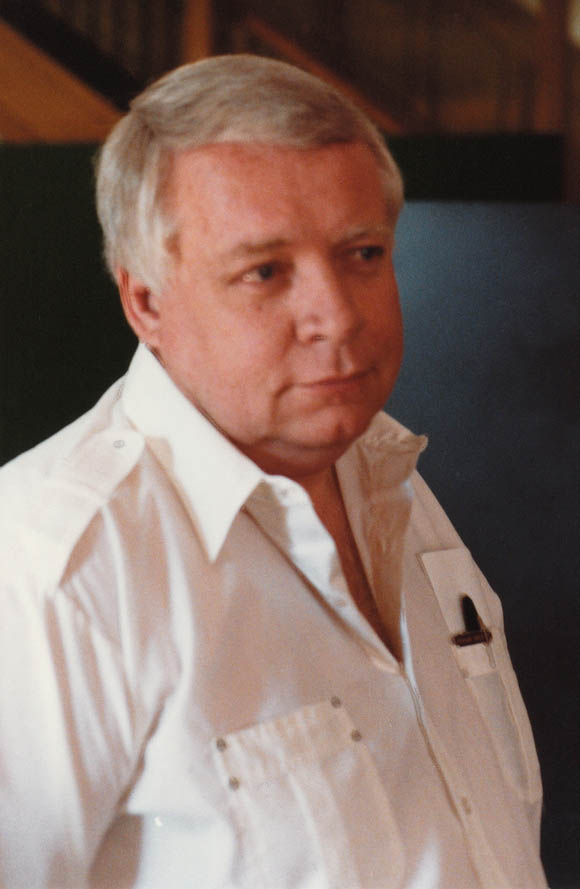
Algis Budrys, 1985

Algirdas Jonas Budrys (geboren am 9. Januar 1931 in Königsberg, Ostpreußen; gestorben am 9. Juni 2008 in Evanston, Illinois) war ein US-amerikanischer Science-Fiction-Schriftsteller, der unter anderem als Aligs Budrys, der Kurzform seines Namens, seine Werke veröffentlichte.

## Leben
Algirdas „Algis“ Budrys wurde 1931 in Königsberg als litauischer Staatsbürger unter dem Namen Algirdas Jonas Budrys geboren. Sein Vater war der dortige Konsul der litauischen Regierung, später Mitglied der litauischen Exilregierung (Budrys war ursprünglich der Deckname – litauisch für Wachtposten). 1936 wanderte die Familie in die USA aus und nahm dort den Decknamen offiziell an.
Budrys erhielt seine Ausbildung in den Jahren 1947 bis 1951 an der University of Miami und später an der Columbia University in New York. Während und nach dem Studium arbeitete er zunächst für die American Express Company, ab 1952 als Lektor und Manager bei einigen Science-Fiction Verlagen, fing aber auch an zu schreiben. Er startete bei Gnome Press, die als einer der ersten Verlage SF im Hardcover veröffentlichten. Danach arbeitete er in den 1950er Jahren für Galaxy, Venture, The Magazine Of Fantasy And Science Fiction und Ellery Queen’s Mystery Magazine. In den 60ern kamen Jobs für Regency Books, Playboy Press und Autozeitschriften hinzu. Er war 1993 bis 2000 Verleger des Tomorrow Speculative Fiction Magazins, das nach 24 gedruckten Ausgaben online weiterexistierte.
Budrys war der Autor von neun Romanen, fünf Kurzgeschichten-Sammlungen, über 200 Kurzgeschichten und hunderter von Rezensionen, die auch in mehreren Bänden gesammelt erschienen. Seine Romane wurden für den Hugo und den Nebula Award nominiert. Who?, ein klassischer Science-Fiction-Roman, wurde 1973 als Vorlage für den Kinofilm Der Mann aus Metall verwendet, mit Elliott Gould und Trevor Howard als Hauptdarstellern (Regie: Jack Gold). Budrys unterrichtete auch an der Columbia University in Chicago, der Harvard University und anderen.
Algis Budrys war verheiratet, wurde Vater von vier Söhnen und lebte in Evanston, Illinois. Er starb 2008 an den Folgen von Hautkrebs und wurde auf dem Maryhill Catholic Cemetery in Niles bestattet.
Budrys veröffentlichte auch unter den Pseudonymen Frank Mason, Paul Janvier, William Scarff, Robert Marner, David C. Hodgkins sowie Alger Rome (bei der Zusammenarbeit mit Jerome Bixby) und John A. Sentry (siehe oben: 'Sentry' bedeutet 'Wachtposten').

## Auszeichnungen
- 1986 Locus Award für Benchmarks: Galaxy Bookshelf in der Kategorie „Non-Fiction/Reference“
- 2000 Gallun Award
- 2001 Writers and Illustrators of the Future für das Lebenswerk
- 2007 First Fandom Hall of Fame Award
- 2007 Pilgrim Award
- 2009 Solstice Award

## Bibliografie

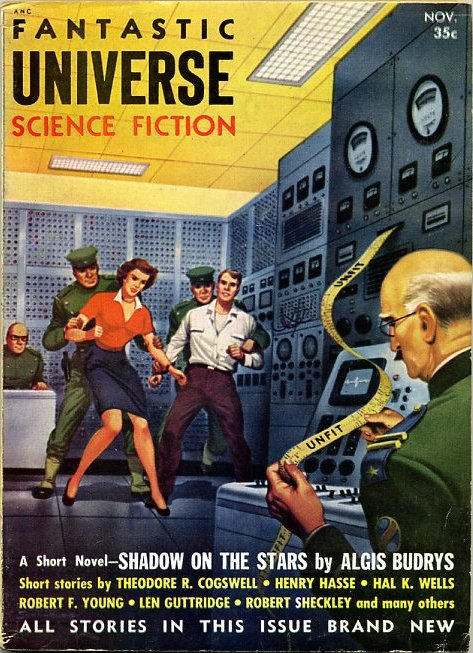
Budrys Kurzgeschichte Shadow on the Stars in der Zeitschrift Fantastic Universe, November 1954

### Serien und Zyklen
Gus (Kurzgeschichten)
- Nobody Bothers Gus (in: Astounding Science Fiction, November 1955)
  - Deutsch: Niemand schert sich um Gus. Übersetzt von Irene Bonhorst. In: James E. Gunn (Hrsg.): Von Matheson bis Shaw. Heyne (Bibliothek der Science Fiction Literatur #97), 1992, ISBN 3-453-05417-2.
- And Then She Found Him … (in: Venture Science Fiction Magazine, July 1957)
  - Deutsch: Geschenke für Viola. Übersetzt von Tony Westermayr. In: Algis Budrys: Die sanfte Invasion. Goldmanns Weltraum Taschenbücher #55, 1965.
- Lost Love (in: Science Fiction Stories, January 1957)

Michael Wireman (Kurzgeschichten)
- Hot Potato (in: Astounding Science Fiction, July 1957)
- Falling Torch (in: Venture Science Fiction Magazine, January 1958)
- The Falling Torch (1959, Roman; auch: Falling Torch, 1991)
  - Deutsch: Exil auf Centaurus. Übersetzt von Ingrid Neumann. Moewig (Terra Sonderband #99), 1965.
- The Man Who Did Not Fit (in: Astounding Science Fiction, March 1959)

Laurent Michaelmas (Kurzgeschichten)
- A Scraping at the Bones (in: Analog Science Fiction/Science Fact, May 1975)
- Michaelmas (Roman 2 Teile in: The Magazine of Fantasy and Science Fiction, August 1976 ff.)
  - Deutsch: Michaelmas. Übersetzt von Walter Brumm. Heyne SF&F #3683, 1980, ISBN 3-453-30603-1.
- The Nuptial Flight of Warbirds (in: Analog Science Fiction/Science Fact, May 1978)

### Romane
- False Night (1954)
- The Man from Earth (in: Satellite Science Fiction, October 1956; auch: Man of Earth, 1958)
  - Deutsch: Auf Pluto gestrandet. Übersetzt von M. F. Arnemann. Pabel (Utopia-Großband #112), 1959.
- Who? (1958; auch: Who)
  - Deutsch: Zwischen zwei Welten. Übersetzt von Kurt Maurin. Semrau (Der Weltraumfahrer #3), 1958.
- Rogue Moon (1960)
  - Deutsch: Projekt Luna. Übersetzt von Wulf Bergner. Heyne SF&F #3041, 1965. Auch als: Die Bewährung. Übersetzt von Heinz Nagel. In: Ben Bova und Wolfgang Jeschke (Hrsg.): Titan 13. Heyne SF&F #3691, 1980, ISBN 3-453-30611-2.
- Some Will Not Die (1961)
  - Deutsch: Einige werden überleben. Hrsg. und mit einem Nachwort von Hans Joachim Alpers. Übersetzt von Wolfgang Crass. Moewig Science Fiction #3517, 1981, ISBN 3-8118-3517-3.
- Trueman and the Pendergasts (1963; als Frank Mason)
- The Iron Thorn (4 Teile in: If, January 1967 ff.; auch: The Amsirs and the Iron Thorn)
  - Deutsch: Das verlorene Raumschiff. Übersetzt von Walter Brumm. Heyne SF&F #3301, 1972.
- Hard Landing (1993)
  - Deutsch: Harte Landung. Übersetzt von Frank Borsch. Heyne SF&F #5938, 1998, ISBN 3-453-13968-2.
- Entertainment (1997)
- The Death Machine (2001)

### Sammlungen
- The Stoker and the Stars (1959)
- The Unexpected Dimension (1960)
  - Deutsch: Ungeahnte Dimensionen. Übersetzt von Horst Pukallus. Ullstein Science Fiction & Fantasy #31066, 1983, ISBN 3-548-31066-4.
- Budrys’ Inferno (1963; auch: The Furious Future, 1964)
  - Deutsch: Die sanfte Invasion. Goldmanns Zukunftsromane #63, 1965.
- Blood and Burning (1978)
- Entertainment (1997)
- The Algis Budrys Omnibus Volume One: Some Will Not Die With Selected Short Fiction (2003)
- Blood On My Jets and Others (2009)
- The Barbarians, Citadel, Stoker and The Stars (2010)
- Citadel and Other Stories (2011)
- The Iron Thorn / Michaelmas / Hard Landing (2014, Sammelausgabe)
- Algis Budrys SF Gateway Omnibus (2014, Sammelausgabe)

Deutsche Zusammenstellung:
- Helden-GmbH. Übersetzt von Heinz Peter Lehnert. Moewig Terra Nova #104, 1969.

Benchmarks
Gesammelte Buchbesprechungen aus Galaxy.
- Benchmarks: Galaxy Bookshelf (1985; auch: Benchmarks, 2011)
- Benchmarks Continued: The F&SF „Books“ Columns, Volume 1, 1975–1982 (2012)
- Benchmarks Concluded: The F&SF „Books“ Columns, Volume 3, 1987–1993 (2013)
- Benchmarks Revisited: The F&SF „Books“ Columns, Volume 2, 1983–1986 (2013)

### Kurzgeschichten
Wird bei Übersetzungen von Kurzgeschichten als Quelle nur Titel und Jahr angegeben, so findet sich die vollständige Angabe bei der entsprechenden Sammelausgabe.
1952
- The High Purpose (in: Astounding Science Fiction, November 1952)
- Walk to the World (in: Space Science Fiction, November 1952)

1953
- Protective Mimicry (in: Galaxy Science Fiction, February 1953; auch: The Frightened Tree, 1954)
  - Deutsch: Falschgeld von Deneb. Übersetzt von Clark Darlton. In: Walter Ernsting (Hrsg.): Galaxy 4. Heyne SF&F #3060, 1965.
- Recessional (in: Science Fiction Adventures, March 1953)
- Multifarious (in: Astounding Science Fiction, May 1953)
- Riya’s Foundling (in: Science Fiction Stories, #1 1953)
- The Weeblies (in: Fantasy Fiction, June 1953)
- Blood on My Jets (in: Rocket Stories, July 1953)
- Firegod (in: Rocket Stories, July 1953)
- Dream of Victory (in: Amazing Stories, August-September 1953)
  - Deutsch: Anpassung. Übersetzt von Tony Westermayr. In: Algis Budrys: Die sanfte Invasion. 1965.
- Little Joe (in: Astounding Science Fiction, September 1953)
- Stand Watch in the Sky (in: Future Science Fiction, September 1953)
- Underestimation (in: Rocket Stories, September 1953; mit Jerome Bixby)
- Snail’s Pace (in: Dynamic Science Fiction, October 1953)
- The Real People (in: Beyond Fantasy Fiction, November 1953)
  - Deutsch: Der dritte Mai. Übersetzt von Birgit Bohusch und Walter Brumm. In: Helmuth W. Mommers und Arnulf D. Krauß (Hrsg.): 8 Science Fiction Stories. Heyne-Anthologien #23, 1967.
- The Congruent People (1953, in: Frederik Pohl (Hrsg.): Star Science Fiction Stories No. 2)
  - Deutsch: Die integrierten Menschen. In: Frederik Pohl und Wolfgang Jeschke (Hrsg.): Titan 4. Heyne SF&F #3533, 1977, ISBN 3-453-30426-8.

1954
- A.I.D. (in: Astounding Science Fiction, January 1954)
- Desire No More (in: Dynamic Science Fiction, January 1954)
- Scream at Sea (in: Fantastic, January-February 1954)
- To Civilize (in: Future Science Fiction, January 1954)
  - Deutsch: Die Lehrer. Übersetzt von Heinz Nagel. In: Brian W. Aldiss und Wolfgang Jeschke (Hrsg.): Titan 20. Heyne SF&F #3991, 1983, ISBN 3-453-30926-X.
- The Deckplate Blues (in: Fantastic Universe, March 1954)
- Ironclad (in: Galaxy Science Fiction, March 1954)
  - Deutsch: Mann in Eisen. Übersetzt von Lothar Heinecke. In: Galaxis Science Fiction, #9. Moewig, 1958.
- First to Serve (in: Astounding Science Fiction, May 1954)
  - Deutsch: Der perfekte Soldat. Übersetzt von Horst Pukallus. In: Algis Budrys: Ungeahnte Dimensionen. 1983.
- In Human Hands (in: Science Fiction Stories, #2 1954)
- Exotic Dawn (in: Fantastic Universe, July 1954)
- We Are Here (in: Cosmos Science Fiction and Fantasy Magazine, July 1954)
- Despite All Valor (in: Future Science Fiction, October 1954)
- The End of Summer (in: Astounding Science Fiction, November 1954)
  - Deutsch: Der Sommer geht zu Ende. In: Hans Joachim Alpers und Werner Fuchs (Hrsg.): Die Fünfziger Jahre I. Hohenheim (Edition SF im Hohenheim Verlag), 1981, ISBN 3-8147-0010-4. Auch als: Ende des Sommers. Übersetzt von Horst Pukallus. In: Algis Budrys: Ungeahnte Dimensionen. 1983.
- Shadow on the Stars (in: Fantastic Universe, November 1954)

1955
- The Strange Room (in: Fantastic Universe, January 1955)
- The Two Sharp Edges (in: Science Fiction Stories, January 1955)
- Citadel (in: Astounding Science Fiction, February 1955)
- Assassin (in: Fantastic Universe, March 1955)
- Cage of a Thousand Wings (in: Planet Stories, Spring 1955)
- Thing (in: Fantastic Universe, March 1955)
- Just Around the Corner (in: Fantastic Universe, April 1955)
- Thunderbolt (in: Fantastic Universe, April 1955)
- Who? (in: Fantastic Universe, April 1955)
- Last Stand (in: Science Fiction Stories, May 1955)
- The Shark (in: Fantastic Universe, May 1955)
- Terror in the Stars (in: Fantastic Universe, May 1955)
- Watch Your Step (in: Astounding Science Fiction, May 1955)
- The Strangers (in: If, June 1955)
- In Clouds of Glory (in: Astounding Science Fiction, July 1955)
  - Deutsch: Helden-GmbH. Übersetzt von Heinz-Peter Lehnert. In: Algis Budrys: Helden-GmbH. Moewig Terra Nova #104, 1969.
- Pagan (in: Astounding Science Fiction, August 1955)
- Aspirin Won’t Help It (in: Astounding Science Fiction, September 1955)
- The Undiscovered Country (in: Fantastic Universe, September 1955)

1956
- The Executioner (in: Astounding Science Fiction, January 1956)
  - Deutsch: Der Vollstrecker. Übersetzt von Horst Pukallus. In: Algis Budrys: Ungeahnte Dimensionen. 1983.
- Silent Brother (in: Astounding Science Fiction, February 1956)
  - Deutsch: Die sanfte Invasion. Übersetzt von Tony Westermayr. In: Algis Budrys: Die sanfte Invasion. 1965.
- Why Should I Stop? (in: Science Fiction Quarterly, February 1956)
- Man in the Sky (in: Astounding Science Fiction, March 1956)
- The Man Who Always Knew (in: Astounding Science Fiction, April 1956)
- Psioid Charley (in: Astounding Science Fiction, May 1956)
- The Strength of Ten (in: Fantastic Universe, May 1956)
- With a Dime on Top of It (in: Science Fiction Stories, May 1956)
- The Mechanical Man (in: Fantastic Universe, June 1956)
- The Peasant Girl (in: Astounding Science Fiction, June 1956)
  - Deutsch: Ein Mädchen vom Lande. Übersetzt von Tony Westermayr. In: Algis Budrys: Die sanfte Invasion. 1965.
- Middleman (in: Astounding Science Fiction, August 1956)
- Death March (in: Astounding Science Fiction, October 1956)
  - Deutsch: Der Kandidat. Übersetzt von Heinz-Peter Lehnert. In: Algis Budrys: Helden-GmbH. Moewig Terra Nova #104, 1969.
- Lower Than Angels (in: Infinity Science Fiction, October 1956)
  - Deutsch: Der Dämon. Übersetzt von Tony Westermayr. In: Algis Budrys: Die sanfte Invasion. 1965.
- Calculated Decision (in: Science Fiction Quarterly, November 1956)
- Look On My Works (in: Astounding Science Fiction, December 1956)
- Next of Kin (in: Satellite Science Fiction, December 1956)

1957
- The Attic Voice (in: Satellite Science Fiction, February 1957; auch: Nightsound, 1958)
- The War Is Over (in: Astounding Science Fiction, February 1957)
- Chain Reaction (in: Astounding Science Fiction, April 1957)
  - Deutsch: Die Befehle der Meister. Übersetzt von Heinz-Peter Lehnert. In: Algis Budrys: Helden-GmbH. Moewig Terra Nova #104, 1969.
- Yesterday’s Man (in: Science Fiction Adventures, June 1957)
- The Burning World (in: Infinity Science Fiction, July 1957)
  - Deutsch: Brennende Welt. Übersetzt von Horst Pukallus. In: Algis Budrys: Ungeahnte Dimensionen. 1983.
- Wonderbird (in: Infinity Science Fiction, September 1957; mit Harlan Ellison)
- If These Be Gods (in: Amazing Stories, October 1957)
- The Shadow Before (in: Science Fiction Quarterly, November 1957)
- The Skirmisher (in: Infinity Science Fiction, November 1957)
  - Deutsch: Charakter nicht gefragt. Übersetzt von Tony Westermayr. In: Algis Budrys: Die sanfte Invasion. 1965.
- Forever Stenn (in: Satellite Science Fiction, December 1957; auch: The Ridge Around the World, 1978)
- Resurrection on Fifth Avenue (in: Fantastic, December 1957)

1958
- The End of Winter (in: Venture Science Fiction Magazine, January 1958; auch: Go and Behold Them, 1960)
  - Deutsch: Geht und schaut. Übersetzt von Horst Pukallus. In: Algis Budrys: Ungeahnte Dimensionen. 1983.
- Mark X (in: Star Science Fiction, January 1958)
- The Barbarians (in: If, February 1958)
- The Edge of the Sea (in: Venture Science Fiction Magazine, March 1958)
- Never Meet Again (in: Infinity Science Fiction, March 1958)
  - Deutsch: Auf Nimmerwiedersehen. Übersetzt von Horst Pukallus. In: Algis Budrys: Ungeahnte Dimensionen. 1983.
- There Ain’t No Other Roads (in: Venture Science Fiction Magazine, March 1958)
- A World Named Mary (in: Venture Science Fiction Magazine, May 1958)
  - Deutsch: Eine Welt namens Mary. In: Wulf H. Bergner (Hrsg.): Planet der Frauen. Heyne SF&F #3272, 1971.
- Contact Between Equals (in: Venture Science Fiction Magazine, July 1958)
  - Deutsch: Das Ungeheuer. Übersetzt von Tony Westermayr. In: Algis Budrys: Die sanfte Invasion. 1965.
- Between the Dark and the Daylight (in: Infinity Science Fiction, October 1958)
- Infiltration (in: Infinity Science Fiction, October 1958)
- The Eye and the Lightning (in: The Magazine of Fantasy and Science Fiction, December 1958)
- The Talented Progenitor (in: Amazing Science Fiction Stories, December 1958)

1959
- Man Alone (in: Amazing Science Fiction Stories, February 1959)
- The Man Who Tasted Ashes (in: If, February 1959)
- The Stoker and the Stars (in: Astounding Science Fiction, February 1959)
- The Distant Sound of Engines (in: The Magazine of Fantasy and Science Fiction, March 1959)
  - Deutsch: Der ferne Klang von Motoren. Übersetzt von Horst Pukallus. In: Algis Budrys: Ungeahnte Dimensionen. 1983.
- The Last Legend (in: Satellite Science Fiction, April 1959)
- Star Descending (1959, in: Frederik Pohl (Hrsg.): Star Science Fiction Stories No. 5)
  - Deutsch: Abstieg. Übersetzt von Horst Pukallus. In: Frederik Pohl und Wolfgang Jeschke (Hrsg.): Titan 5. Heyne SF&F #3546, 1977, ISBN 3-453-30440-3.
- Straw (in: Astounding Science Fiction, July 1959)
- The Sound of Breaking Glass (in: Astounding Science Fiction, September 1959)
- The Girl in the Bottle (in: Fantastic Universe, December 1959)
- Death Cannot Wither (1959; mit Judith Merril)

1960
- Due Process (in: Astounding/Analog Science Fact & Fiction, February 1960)
- The Price (in: The Magazine of Fantasy and Science Fiction, February 1960)
  - Deutsch: Der Preis. Übersetzt von Thomas Schlück. In: James Sallis (Hrsg.): Das Kriegsbuch. Peter Hammer (Hammer #32), 1972, ISBN 3-87294-032-5. Auch als: Der Preis des Überlebens. Übersetzt von Wulf H. Bergner. In: Wulf H. Bergner (Hrsg.): Sieg in der Kälte. Heyne SF&F #3320, 1972.
- For Every Action … (in: Amazing Science Fiction Stories, August 1960)
- Rogue Moon (in: The Magazine of Fantasy and Science Fiction, December 1960)
  - Deutsch: Die Bewährung. In: Ben Bova und Wolfgang Jeschke (Hrsg.): Titan 13. Heyne SF&F #3691, 1980, ISBN 3-453-30611-2.

1961
- Wall of Crystal, Eye of Night (in: Galaxy Magazine, December 1961)

1962
- The Rag and Bone Men (in: Galaxy Magazine, February 1962)
- For Love (in: Galaxy Magazine, June 1962; auch: All for Love, 1978)

1963
- Die, Shadow! (in: If, May 1963; auch: Die, Shadow, 1964)

1965
- Balloon, Oh, Balloon! (in: Riverside Quarterly, February 1965; mit Ray Bradbury)
- The Ultimate Brunette (in: Playboy, September 1965; auch: The Last Brunette, 1978)

1966
- The Master of the Hounds (in: The Saturday Evening Post, August 27, 1966)
- Be Merry (in: If, December 1966)
  - Deutsch: Freut euch des Lebens. Übersetzt von Dolf Strasser. In: Jack Dann und Gardner Dozois (Hrsg.): Aliens und andere Fremde. Bastei-Lübbe SF Special #24041, 1977, ISBN 3-404-24041-3. Auch als: Überleben um jeden Preis. Übersetzt von Dolf Strasser. In: Science-Fiction-Stories 65. Ullstein 2000 #126 (3314), 1977, ISBN 3-548-03314-8.

1967
- Cerberus (in: The Magazine of Fantasy and Science Fiction, December 1967)

1969
- Now Hear the Word of the Lord (in: Galaxy Magazine, February 1969)

1975
- Players at Null-G (in: The Magazine of Fantasy and Science Fiction, July 1975; mit Theodore R. Cogswell und Theodore L. Thomas)
- The Silent Eyes of Time (in: The Magazine of Fantasy and Science Fiction, November 1975)
  - Deutsch: Die schweigenden Augen der Zeit. Übersetzt von Sylvia Pukallus. In: Wolfgang Jeschke (Hrsg.): Der Tod des Dr. Island. Heyne SF&F #3674, 1979, ISBN 3-453-30593-0.

1980
- Paradise Charted (in: TriQuarterly #49, Fall 1980)

1987
- That Fearful Symmetry (in: Rod Serling’s The Twilight Zone Magazine, April 1987)

1989
- The Name of the Game (in: Pulphouse: The Hardback Magazine, Issue 4: Summer 1989)
- What Befell Mairiam (in: The Magazine of Fantasy & Science Fiction, October 1989)

1991
- Living Alone in the Jungle (1991, in: Martin H. Greenberg (Hrsg.): Fantastic Chicago)

1992
- Grabow and Collicker and I (in: The Magazine of Fantasy & Science Fiction, May 1992)
  - Deutsch: Grabow, Collicker und ich. Übersetzt von Horst Pukallus. In: Ronald M. Hahn (Hrsg.): Der letzte Mars-Trip. Heyne SF&F #5166, 1994, ISBN 3-453-07781-4.
- Hard Landing (in: The Magazine of Fantasy & Science Fiction, October-November 1992)

1993
- Starlight (in: Tomorrow Speculative Fiction, January 1993)
- Explosions! (in: Tomorrow Speculative Fiction, April 1993)
- Time and Space (in: Tomorrow Speculative Fiction, August 1993)
- Machines (in: Tomorrow Speculative Fiction, October 1993)
- Nightingale (in: Tomorrow Speculative Fiction, December 1993)

1994
- The Woman Who Blew Up the World (in: Tomorrow Speculative Fiction, February 1994)
- Jeever’s Lost World (in: Tomorrow Speculative Fiction, October 1994)
- At Times, an Island (in: Tomorrow Speculative Fiction, December 1994)
- There Were Rats in the Souffle Again (1994, in: Jon Gustafson (Hrsg.): Rat Tales)

1995
- Kinkajou Nine (in: Tomorrow Speculative Fiction, February 1995)

### Anthologien
- Space Dogfights (1992; mit Martin H. Greenberg und Charles G. Waugh)

Writers of the Future
- 1 L Ron Hubbard Presents Writers of the Future Volume I (1986)
- 2 L. Ron Hubbard Presents Writers of the Future, Volume II (1986)
- 3 L. Ron Hubbard Presents Writers of the Future, Volume III (1987)
- 4 L. Ron Hubbard Presents Writers of the Future, Volume IV (1988)
- 5 L. Ron Hubbard Presents Writers of the Future, Volume V (1989)
- 6 L. Ron Hubbard Presents Writers of the Future, Volume VI (1990)
- 7 L. Ron Hubbard Presents Writers of the Future, Volume VII (1991)
- 8 L. Ron Hubbard Presents Writers of the Future, Volume VIII (1992; mit Dave Wolverton)
- 15 L. Ron Hubbard Presents Writers of the Future Volume XV (1999)
- 16 L. Ron Hubbard Presents Writers of the Future Volume XVI (2000)
- 17 L. Ron Hubbard Presents Writers of the Future Volume XVII (2001)
- 18 L. Ron Hubbard Presents Writers of the Future Volume XVIII (2002)
- 19 L. Ron Hubbard Presents Writers of the Future Volume XIX (2003)
- 20 L. Ron Hubbard Presents Writers of the Future Volume XX (2004)
- 21 L. Ron Hubbard Presents Writers of the Future Volume XXI (2005)
- 22 L. Ron Hubbard Presents Writers of the Future Volume XXII (2006)
- 23 L. Ron Hubbard Presents Writers of the Future Volume XXIII (2007)
- 24 L. Ron Hubbard Presents Writers of the Future Volume XXIV (2008)
- The Best of Writers of the Future (1992)
- L. Ron Hubbard Presents the Best of Writers of the Future (2000)

### Sachliteratur
- Non-Literary Influences on Science Fiction (1983)
- Writing to the Point (Reihe Million Dollar Writing, 1988)
- Outposts: Literatures of Milieux (1996)

## Verfilmungen
- 1971: Doberkiller (To kill a clown) – Regie: George Bloomfield
- 1973: Der Mann aus Metall (Who?) – Regie: Jack Gold